# Burgau
Burgau é uma aldeia na freguesia de Budens, no concelho de Vila do Bispo, em Portugal.

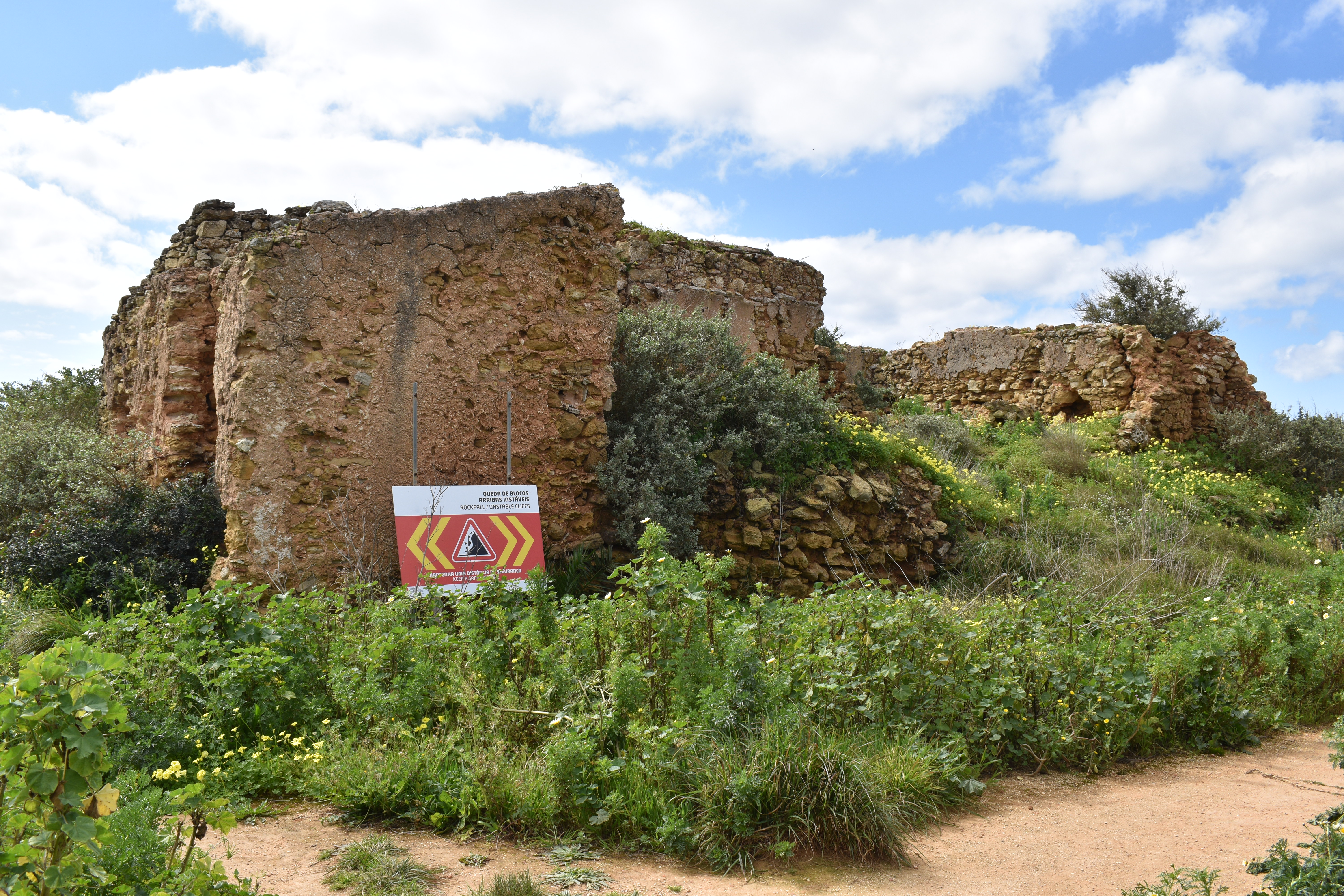
Ruínas do Forte de Burgau, em 2023.

## Descrição
A povoação é considerada um importante pólo turístico no concelho de Vila do Bispo. Na praia podem ainda ser vistas embarcações de tipologia tradicional. Outro elemento de interesse é a configuração urbana da aldeia, com várias ruas de pequenas dimensões e becos.
O património na aldeia inclui a hospedaria Casa Grande, o antigo Posto da Guarda Fiscal e um antigo forte do século XVII.

## História
As referências mais antigas a Burgau datam do século XVI, tendo desde o seu princípio sido uma comunidade piscatória. No século XVII, durante o reinado de D. João IV, foi construído um forte para proteger a povoação, que sucedeu a uma estrutura mais antiga, provavelmente uma torre de vigia, que terá sido edificada durante o reinado de D. Manuel.
Em 1912 foi construído o palacete da Casa Grande, posteriormente convertido numa hospedaria. Por volta de 1940 foi fundada a Casa de Trabalho de Burgau, a primeira em território nacional, instituição que tinha sido criada pela Junta Central das Casas dos Pescadores para recolher e dar formação a raparigas filhas de pescadores. Nos finais dos anos 40 foi instalado o Posto da Guarda Fiscal. Burgau foi uma das povoações algarvias atingidas pelo sismo de 28 de Fevereiro de 1969, com o desmoronamento de alguns edifícios, embora sem ter feito vítimas mortais.
Na década de 1970, na sequência da Revolução de 25 de Abril de 1974, foi construído o Bairro SAAL do Burgau, igualmente conhecido como Bairro Unidade

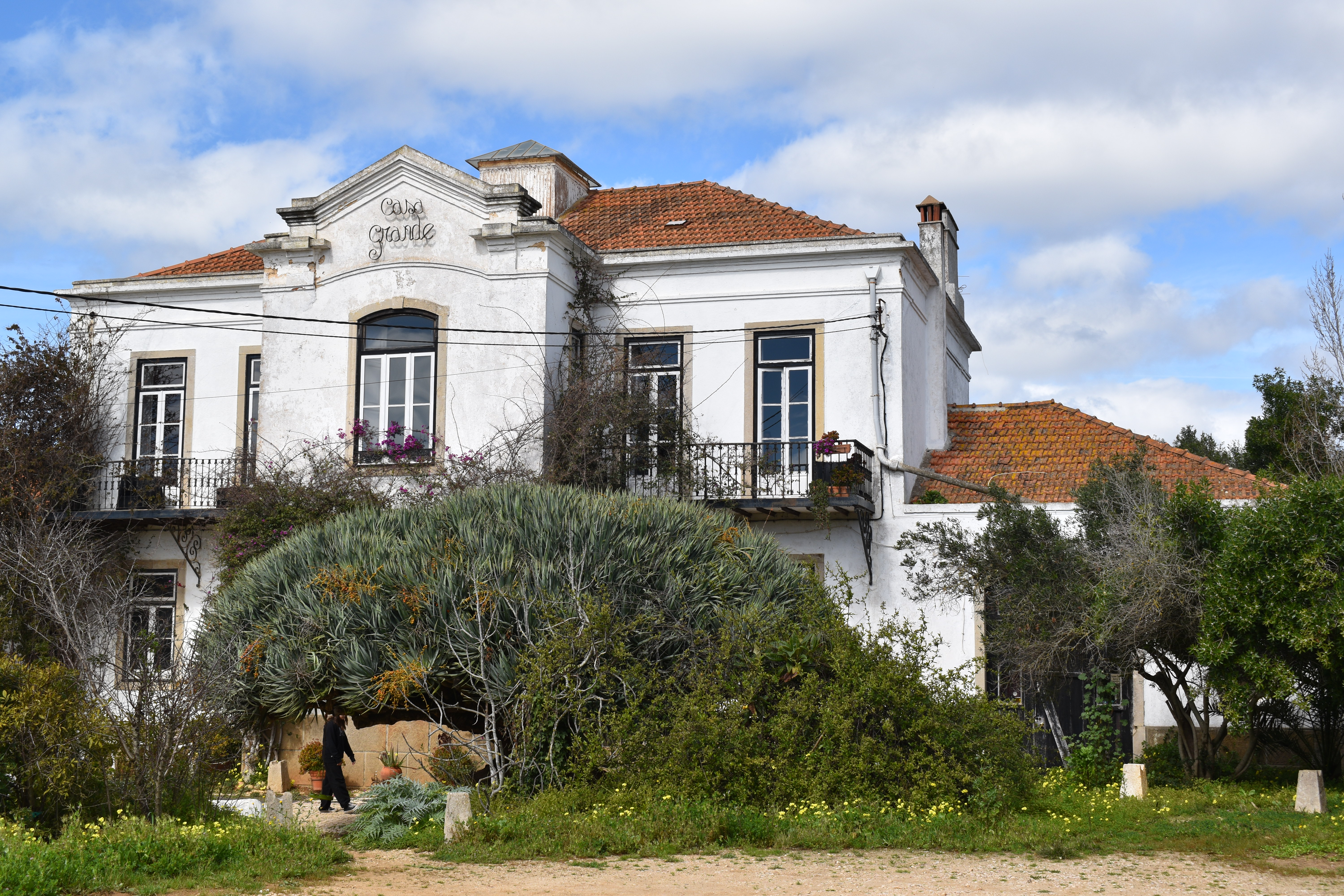
Vista do antigo palacete conhecido como Casa Grande.